# Тарас (ім'я)

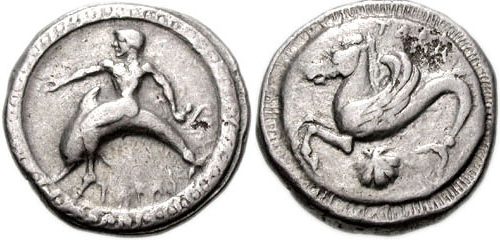
Тарас на дельфіні на древній монеті з міста Таранто

Тара́сій або Та́рас (дав.-гр. ταρασσο — хвилювати, збуджувати, дав.-гр. ταραψηοσ — хвилювання) — християнське чоловіче ім'я грецького походження, похідне від Τάραντος. Зменшено-пестливі форми: Тарасик, Тараско.

## Історичне походження
Тарас (дорична форма Тарантос, дав.-гр. Τάρας, Τάραντος) — персонаж давньогрецької міфології. Син Посейдона і місцевої німфи, міфологічний засновник грецької колонії Тарас у Великій Греції (сучасне Таранто, Італія). За різними версіями, син німфи Сатири, або Посейдона і Сатири, дочки Міноса, або онук Геракла. Його зображення було в Дельфах.
Поширена версія, нібито ім'я Тарас грецькою означає «бунтівник» чи «бунтівний» унаслідок співзвучності зі словом «бунт» — ταραχή (тарахі), але цю версію не підтверджено. У Греції та на Кіпрі ім'я Тарас практично невідоме.

## Поширеність
Ім'я Тарас досить поширене в Україні. Це пояснюється популярністю в Україні поета Тараса Григоровича Шевченка, як фігури, що об'єднує український народ. У Росії та Білорусі практично не зустрічається. У наш час свідченням колишньої поширеності імені Тарас у Росії є велика кількість носіїв прізвища Тарасов.

## У культурі
У літературній творчості ім'я Тарас представлено в повісті ''Тарас Бульба'' письменником Миколою Васильовичем Гоголем у якості імені патріота Руської землі, козацького полковника Тараса Бульби, батька двох синів, молодший з яких, Андрій, закохується в дівчину-полячку з обложеного козаками міста Дубно, після чого переходить на бік, який протистоїть козакам. У ході вирішальної битви з ворогом Тарас Бульба зустрічається з Андрієм і вбиває його, мотивуючи свій учинок зрадою Андрія.

## Іменини
- Католицькі: 25 лютого.
- Православні[5]:
  - 25 лютого — святого Тарасія, патріарха Константинопольського.
  - 9 березня — Тарасія Лікаонійського.

## Відомі носії
- Тарас Шевченко (1814—1861) — український поет, прозаїк, художник, фольклорист, етнограф.
- Тарас Гунчак (1932—2024) — український історик, політолог та громадський діяч.
- Тарас Онишкевич (псевдо Галайда; 1914—1944) — діяч ОУН та УПА.
- Тарас Чубай (нар. 1970) — український співак, лідер рок-гурту ''Плач Єремії''.
- Тарас Лозинський (1959—2023) — український художник, іконописець та колекціонер.
- Тарас Антонович (1908—1986) — юрист, фахівець у галузі зйомки навчальних медичних стрічок, український громадський діяч, член Наукового товариства імені Шевченка.
- Тарас Микиша (1913—1958) — аргентинський піаніст-віртуоз, композитор та музичний педагог українського походження.
- Тарас Біденко (нар. 1980) — український боксер-професіонал. Виступав у важкій ваговій категорії.
- Тарас Шелест (нар. 1980) — російський футболіст українського походження.
- Тарас Шелестюк (нар. 1985) — український боксер.
- Тарас Дмитрук (нар. 2000) — український футболіст.
- Тарас Боровець (1908—1981) — генерал-хорунжий УПА «Поліська Січ».
- Тарас Тополя (нар. 1987) — український співак гурту ''Антитіла''.
- Тарас Федюк (нар. 1954) — український поет.
- Тарас Жирко (нар. 1961) — український актор театру та кіно, театральний режисер.
- Тарас Петриненко (нар. 1953) — український музикант, співак, композитор, поет.
- Тарас Цимбалюк (нар. 1989) — український актор театру, кіно та телебачення.
- Тарас Федорович (?—1639) — козацький отаман.
- Тарас Франко (1889—1971) — український письменник та перекладач.
- Тарас Чорновіл (нар. 1964) — український політолог та політичний діяч.
- Тарас Кутовий (1976—2019) — український політик.
- Тарас Компаніченко (нар. 1969) — український кобзар, бандурист та лірник, очільник музичного гурту «Хорея Козацька».
- Тарас Кремінь (нар. 1978) — український політик. Уповноважений із захисту державної мови з 8 липня 2020 року.
- Тарас Процюк (1968—2003) — український журналіст і телевізійний оператор. Загинув на війні в Іраку.
- Тарас Мельничук (1938—1995) — український поет-дисидент, в'язень радянських таборів та жертва репресивної психіатрії. Лауреат Шевченківської премії (1992).
- Тарас Мельничук (нар. 1989) — український державний службовець, юрист, доктор філософії.
- Тарас Мельничук (1991—2018) — український актор театру та телебачення.
- Тарас Мельничук (нар. 1987) — український футболіст.
- Тарас Степаненко (нар. 1989) — український футболіст.
- Тарас Березовець (нар. 1975) — український журналіст.
- Тарас Чмут (нар. 1991) — український військовий аналітик, військовослужбовець та волонтер.
- Тарас Прохасько (нар. 1968) — український письменник.
- Тарас Денисенко (1965—2017) — український кіноактор, кіносценарист, кінорежисер.
- Тарас Чухліб (нар. 1966) — український історик, доктор історичних наук.
- Тарас Драган (1932—2009) — український художник.
- Тарас Левків (1940—2025) — український графік та художник-кераміст.
- Тарас Братерський (1926—2011) — український радянський скульптор.
- Тарас Козак (нар. 1972) — український політик.
- Тарас Процев'ят (1962—2024) — український політик.
- Тарас Возняк (нар. 1957) — український письменник.
- Тарас Томенко (нар. 1976) — український кінорежисер та кіносценарист.
- Тарас Салига (1942—2023) — український літературознавець, письменник, журналіст та громадський діяч, Заслужений діяч науки і техніки України (2002).
- Тарас Матвіїв (позивний Сармат; 1989—2020) — український журналіст, громадський діяч, військовий. Герой України (посмертно).
- Тарас Давидюк (позивний Старий; 1986—2023) — український пластун, журналіст, громадський діяч, педагог, військовослужбовець. Загинув на російсько-українській війні.
- Тарас Мартиненко (позивний Мартин, нар. 1999) - український військовий морської піхоти, командир роти у навчальному центрі.